# Liste der Bischöfe von Merseburg

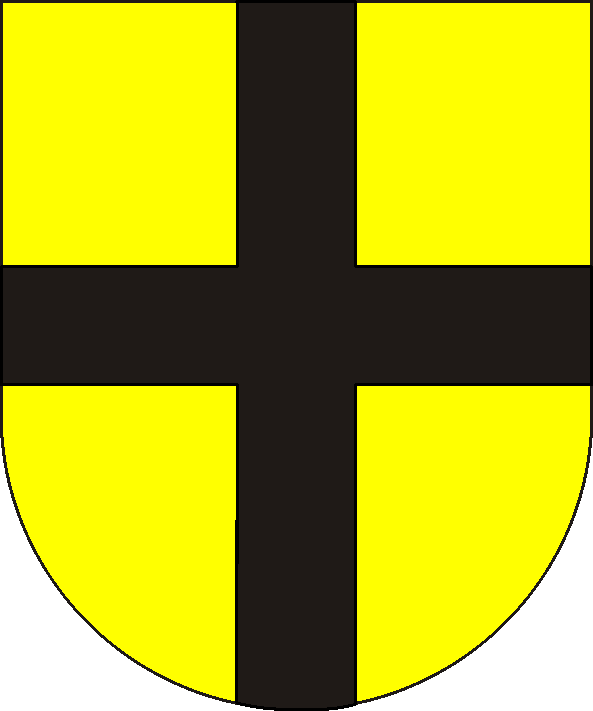
Wappen des Bistums Merseburg

Die Liste der Bischöfe von Merseburg stellt die Bischöfe des Bistums Merseburg vor. 
Boso wurde 968 zum ersten Merseburger Bischof gewählt. Von 981 bis 1004 war das Bistum aufgehoben. Religiöses Zentrum war der Merseburger Dom. Das Wappen des Bistums zeigt ein schwarzes Kreuz auf goldenem Grund. In späten Bischofswappen verschmilzt dieses Wappenmotiv mit dem des Familienwappens des jeweiligen Bischofs zu einer Vierung. Die in der Liste dargestellten Familienwappen sind unter anderem Siebmachers Wappenbuch von 1605 entnommen. 
Als Folge der Reformation löste sich das Bistum auf, das Hochstift Merseburg kam 1565 faktisch an Kursachsen und war später Teil des kurzlebigen Herzogtums Sachsen-Merseburg. Sächsische Kurfürsten aus dem Haus der Albertiner und in Sekundogenitur deren Söhne traten Administratoren auf. 

## Liste der Bischöfe von Merseburg
| Nr.                                  | Name                                      | Amtszeit  | Anmerkung | Darstellung                                         | Wappen                                                 |
| ------------------------------------ | ----------------------------------------- | --------- | --- | --------------------------------------------------- | ------------------------------------------------------ |
| 01                                   | Boso                                      | 0968–0970 | erster Bischof von Merseburg |                                                     |                                                        |
| 02                                   | Giselher                                  | 0971–0981 | Giselher war anschließend Erzbischof von Magdeburg (981–1004). |                                                     |                                                        |
|                                      | Aufhebung des Bistums                     | 0981–1004 | |                                                     |                                                        |
| 03                                   | Wigbert                                   | 1004–1009 | |                                                     |                                                        |
| 04                                   | Thietmar                                  | 1009–1019 | Walbeck |                                                     |                                                        |
| 05                                   | Bruno                                     | 1020–1036 | |                                                     |                                                        |
| 06                                   | Hunold                                    | 1036–1050 | |                                                     |                                                        |
| 07                                   | Alberich                                  | 1050–1053 | |                                                     |                                                        |
| 08                                   | Winther                                   | 1053      | |                                                     |                                                        |
| 09                                   | Ezzelin I.                                | 1053–1055 | |                                                     |                                                        |
| 10                                   | Woffo                                     | 1057–1062 | auch Uffo, Onuphrius |                                                     |                                                        |
| 11                                   | Wynither                                  | 1063      | nur sechs Wochen, auch Günther |                                                     |                                                        |
| 12                                   | Werner                                    | 1063–1085 | 1075 von König Heinrich IV. inhaftiert |                                                     |                                                        |
|                                      | Eppo                                      | 1085–?    | von Heinrich IV. eingesetzt |                                                     |                                                        |
|                                      | Werner                                    | ?–1093    | wieder eingesetzt, 1080 wurde Rudolf von Rheinfelden in Merseburg beigesetzt, 1091 Peterskloster Merseburg geweiht |                                                     |                                                        |
| 13                                   | Albuin                                    | 1097–1112 | Kloster Pegau geweiht |                                                     |                                                        |
| 14                                   | Gerhard                                   | 1112–1120 | |                                                     |                                                        |
| 15                                   | Arnold                                    | 1120–1126 | |                                                     |                                                        |
| 16                                   | Megingoz                                  | 1126–1140 | auch Meingod |                                                     |                                                        |
| 17                                   | Heinrich I.                               | 1140–1140 | |                                                     |                                                        |
| 18                                   | Ezzelin II.                               | 1140–1143 | auch Eckhelm |                                                     |                                                        |
| 19                                   | Reinhard von Querfurt                     | 1143–1151 | |                                                     | Familienwappen                                         |
| 20                                   | Johann I.                                 | 1151–1170 | |                                                     |                                                        |
| 21                                   | Eberhard von Seeburg                      | 1171–1201 | Graf von Seeburg |                                                     |                                                        |
| 22                                   | Dietrich von Meißen                       | 1201–1215 | |                                                     |                                                        |
| 23                                   | Ekkehard Rabil                            | 1216–1240 | auch Engelhard |                                                     |                                                        |
| 24                                   | Rudolf von Webau                          | 1240–1244 | |                                                     |                                                        |
| 25                                   | Heinrich II. von Waren                    | 1244–1265 | |                                                     |                                                        |
| 26                                   | Albrecht I. von Borna                     | 1265      | |                                                     |                                                        |
| 27                                   | Friedrich I. von Torgau                   | 1265–1283 | |                                                     |                                                        |
| 28                                   | Heinrich III. von Ammendorf               | 1283–1300 | |                                                     | Familienwappen                                         |
| 29                                   | Heinrich IV. Kindt                        | 1300–1319 | |                                                     |                                                        |
| 30                                   | Gebhard von Schrapelau                    | 1320–1340 | jüngerer Bruder von Erzbischof Burchard III. (Magdeburg) |                                                     |                                                        |
| 31                                   | Heinrich V. zu Stolberg                   | 1341–1357 | Heinrich V. stammte aus der Grafenfamilie zu Stolberg. |                                                     | Familienwappen                                         |
| 32                                   | Friedrich II. von Hoym                    | 1357–1382 | |                                                     | Familienwappen                                         |
| 33                                   | Burkhard von Querfurt                     | 1382–1384 | Burkhard stammte aus der Familie von Querfurt. |                                                     | Familienwappen                                         |
|                                      | Andreas Dauba                             | 1382–1385 | aus der Familie von Dauba, Gegenbischof |                                                     | Familienwappen                                         |
| 34                                   | Heinrich VI. zu Stolberg                  | 1384–1393 | Heinrich VI. stammte aus der Grafenfamilie zu Stolberg. |                                                     | Familienwappen                                         |
| 35                                   | Heinrich VII. Schütz von Orlamünde        | 1393–1403 | |                                                     | Familienwappen                                         |
| 36                                   | Otto von Honstein                         | 1403–1406 | Otto stammte aus der Grafenfamilie von Hohnstein. |                                                     | Familienwappen                                         |
| 37                                   | Heinrich (VIII.) zu Stolberg              | 1406      | Heinrich stammte aus der Grafenfamilie zu Stolberg, Koadjutor, vom Domkapitel gewählt |                                                     | Familienwappen                                         |
| 38                                   | Walther von Köckritz                      | 1407–1411 | |                                                     | Familienwappen                                         |
| 39                                   | Nikolaus Lubich                           | 1411–1431 | |                                                     |                                                        |
| 40                                   | Johann II. Bose von Ammendorf und Ermlitz | 1431–1463 | | Epitaph im Merseburger Dom                          | Familienwappen                                         |
| 41                                   | Johann III. von Werder                    | 1464–1466 | | Epitaph im Merseburger Dom                          |                                                        |
| 42                                   | Thilo von Trotha                          | 1466–1514 | | Supraporte im Merseburger Schloss                   | Familienwappen, Darstellung von Bruder Hans von Trotha |
| 43                                   | Adolf von Anhalt-Zerbst                   | 1514–1526 | Adolf war von 1507 bis 1514 bereits als Verweser eingesetzt. |                                                     |                                                        |
| 44                                   | Vinzenz von Schleinitz                    | 1526–1535 | Vinzenz stammte aus der Familie von Schleinitz. | Grabmal im Naumburger Dom                           |                                                        |
| 45                                   | Sigismund von Lindenau                    | 1535–1544 | |                                                     |                                                        |
|                                      | August von Sachsen                        | 1544–1548 | ev. Administrator | August von Sachsen, Gemälde von Lucas Cranach d. J. | Kurfürstliches Wappen in Siebmachers Wappenbuch        |
|                                      | Georg III. von Anhalt                     | 1545–1549 | ev. Koadjutor | Zeitgenössischer Holzschnitt                        |                                                        |
| 46                                   | Michael Helding                           | 1549–1561 | Letzter katholischer Bischof |                                                     |                                                        |
| Administratoren aus dem Haus Sachsen |                                           |           | |                                                     |                                                        |
|                                      | Alexander von Sachsen                     | 1561–1565 | Administrator | Zeitgenössisches Gemälde                            |                                                        |
|                                      | August von Sachsen                        | 1565–1586 | Vater des Vorgängers, Kurfürst von Sachsen |                                                     |                                                        |
|                                      | Christian von Sachsen                     | 1586–1591 | Sohn des Vorgängers, Kurfürst von Sachsen |                                                     |                                                        |
|                                      | Johann Georg von Sachsen                  | 1592–1656 | Sohn des Vorgängers, ab 1615 auch Kurfürst von Sachsen. Er trug Er verfügte testamentarisch die Errichtung des Herzogtums Sachsen-Merseburg in Sekundogenitur für seinen zweiten Sohn, zu dem auch das Hochstift Merseburg gehörte. |                                                     |                                                        |
|                                      | Christian I. von Sachsen                  | 1656–1691 | Herzog von Sachsen, Begründer der Linie Sachsen-Merseburg |                                                     |                                                        |
|                                      | Christian II. von Sachsen                 | 1691–1694 | Sohn des Vorgängers |                                                     |                                                        |
|                                      | Friedrich Augusts I. von Sachsen          | 1694–1712 | Auch Kurfürst von Sachsen, König von Polen und Großfürst von Litauen. |                                                     |                                                        |
|                                      | Moritz Wilhelm von Sachsen                | 1712–1731 | Sohn Christians I. |                                                     |                                                        |
|                                      | Heinrich von Sachsen                      | 1731–1738 | Bruder des Vorgängers |                                                     |                                                        |
|                                      | Friedrich August II. von Sachsen          | 1738–1763 | Auch Kurfürst von Sachsen, König von Polen und Großfürst von Litauen. |                                                     |                                                        |
|                                      | Friedrich Christian von Sachsen           | 1763      | Sohn des Vorgängers, auch Kurfürst von Sachsen. Starb nach nur 74 Tagen Herrschaft an den Blattern. |                                                     |                                                        |
|                                      | Friedrich August III. von Sachsen         | 1763–1815 | Auch Kurfürst, ab 1806 König von Sachsen, 1791 erwählter König von Polen und Großfürst von Litauen, 1807–1815 Herzog von Warschau                                                                                                   |                                                     |                                                        |

## Schrifttum